# 中央银行天津分行大楼
中央银行天津分行大楼是中央银行在中国天津建造的分行大楼。该分行开设于1931年，选址在天津英租界的主要街道维多利亚道（今解放北路117－119号），作为天津租界时代留存下来的重要建筑之一，该建筑目前是天津市文物保护单位和特殊保护等级历史风貌建筑。

## 建筑
中央银行天津分行大楼由中国建筑师沈理源设计，是三层混合结构楼房。其入口处设于立面中央，两侧设有爱奥尼克式柱子组成的柱廊。其建筑造型庄重大方，布局严谨，室内装修华丽，有古典复兴主义建筑特征。现为中国人民银行天津分行。

## 内部链接
- 中央银行 (中华民国)

## 外部來源
- 《天津老银行》，天津大学出版社，2008年3月第一版，ISBN978-7-5618-2598-3